# 투우장

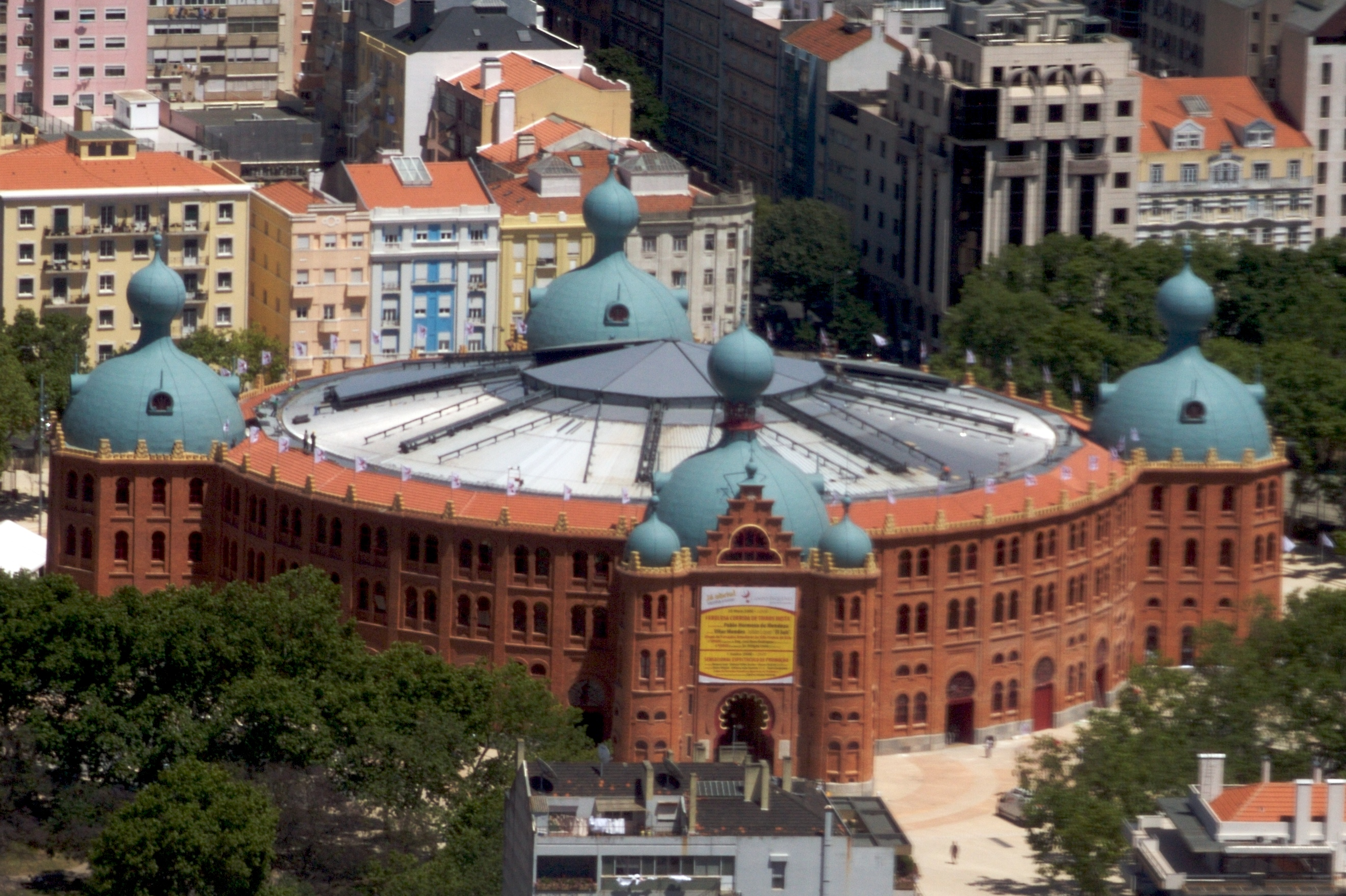
포르투갈 리스본에 있는 투우장

투우장(鬪牛場)은 투우 경기를 하는 곳이다. 스페인어로 플라사 데 토로스(Plaza de Toros)라고 한다. 스페인, 포르투갈, 멕시코 등 투우가 성행하는 나라에 설치되어 있다. 보통 투우 경기장의 바닥은 모래로 구성되어 있다.

## 저명한 투우장

### 유럽

#### 프랑스
- 알레스의 아레나

#### 스페인
- 라스 벤타스, 마드리드 (1931)
- 발렌시아 투우장 (1851)
- 바르셀로나 모누멘탈 투우장 (1919)
- 아랑후에스 (1760)
- 비스타 알레그레 투우장, 빌바오 (1882)